# Gustave Visart de Bocarmé
Gustave Visart de Bocarmé, né à Bruxelles le 30 juin 1796 et mort à Thieu le 18 février 1846, est un homme politique belge.

## Biographie
Gustave Visart de Bocarmé est le fils de Gustave Visart, comte de Bury et de Bocarmé, et de Marie Claire du Chasteler. Marié à Isabelle Fontaine du Joncquoy, il est le grand-père d'Étienne van Zuylen van Nyevelt.

## Fonctions et mandats
- Membre du Congrès national : 1830-1831
- Conseiller provincial du Hainaut
- Bougmestre de Thieu

## Sources
- Carl C. BEYAERT, Biographies des membres du Congrès national, Brussel, 1930, p. 49
- Douglas DE CONINCK, Visart de Bocarmé, in: De Morgen, 14-15 januari 2012